# مدرسه علوم دینی تفلیس

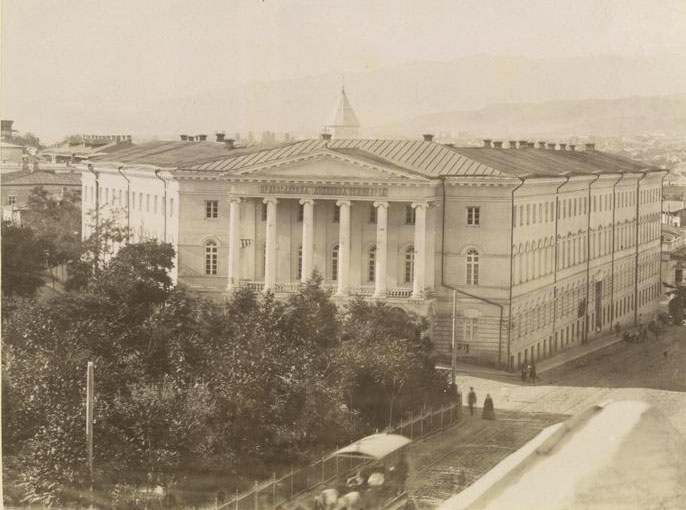
مدرسه علوم دینی ارتدکس روسیه از کنار بازار، دهه ۱۸۷۰

مدرسه علوم دینی تفلیس (گرجی: თბილისის სასულიერო სემინარია; روسی: Тбили́сская духо́вная семина́рия) یک موسسه آموزشی معنوی است که از سال ۱۹۱۹ تا ۱۸۱۷ در گرجستان کلیسای ارتدکس روسیه فعالیت می‌کرد. هنگامی که ژوزف استالین در سال ۱۸۹۴ چهارده ساله بود، بورسیه تحصیلی دریافت کرد. زبان آموزش روسی بود و زبان گرجی توسط کشیشان روسی که در آنجا تدریس می‌کردند کنار گذاشته شد. او به یک ملی‌گرای فرهنگی برای گرجستان تبدیل شد. او در جنبش سیاسی - دانشجویی شرکت کرد و به‌طور ناشناس شعرهایی را به زبان گرجی در روزنامه محلی منتشر کرد. اگرچه عملکرد او خوب بود، اما در سال ۱۸۹۹ به دلیل کسب نمرات ضعیف در امتحانات پایانی اخراج شد.
در سال ۱۹۹۳ به عنوان یک مؤسسه آموزش عالی کلیسای ارتدکس گرجستان بازگشایی شد.

## یادداشت
- Jones, Stephen F. (2005), Socialism in Georgian Colors: The European Road to Social Democracy 1883–1917, Cambridge, Massachusetts: Harvard University Press, ISBN 978-0-674-01902-7
- Kotkin, Stephen (2014), Stalin, Volume I: Paradoxes of Power, 1878–1928, New York City: Penguin Press, ISBN 978-1-59420-379-4